# Bergrivier
Bergrivier es un municipio local sudafricano situado en el distrito de West Coast, en la provincia de Cabo Occidental.

## Superficie
Bergrivier tiene una superficie de 4407 km².

## Demografía
En 2022, tenía 70 276 habitantes, una densidad poblacional de 15,95 hab./km², y 20 412 viviendas.